# Jäger
Jäger (singular [der] Jäger, plural [die] Jäger, pronúncia em alemão: [ˈjɛːɡɐ]) é um termo militar alemão que originalmente se referia à infantaria leve, mas passou a ter um uso mais amplo.

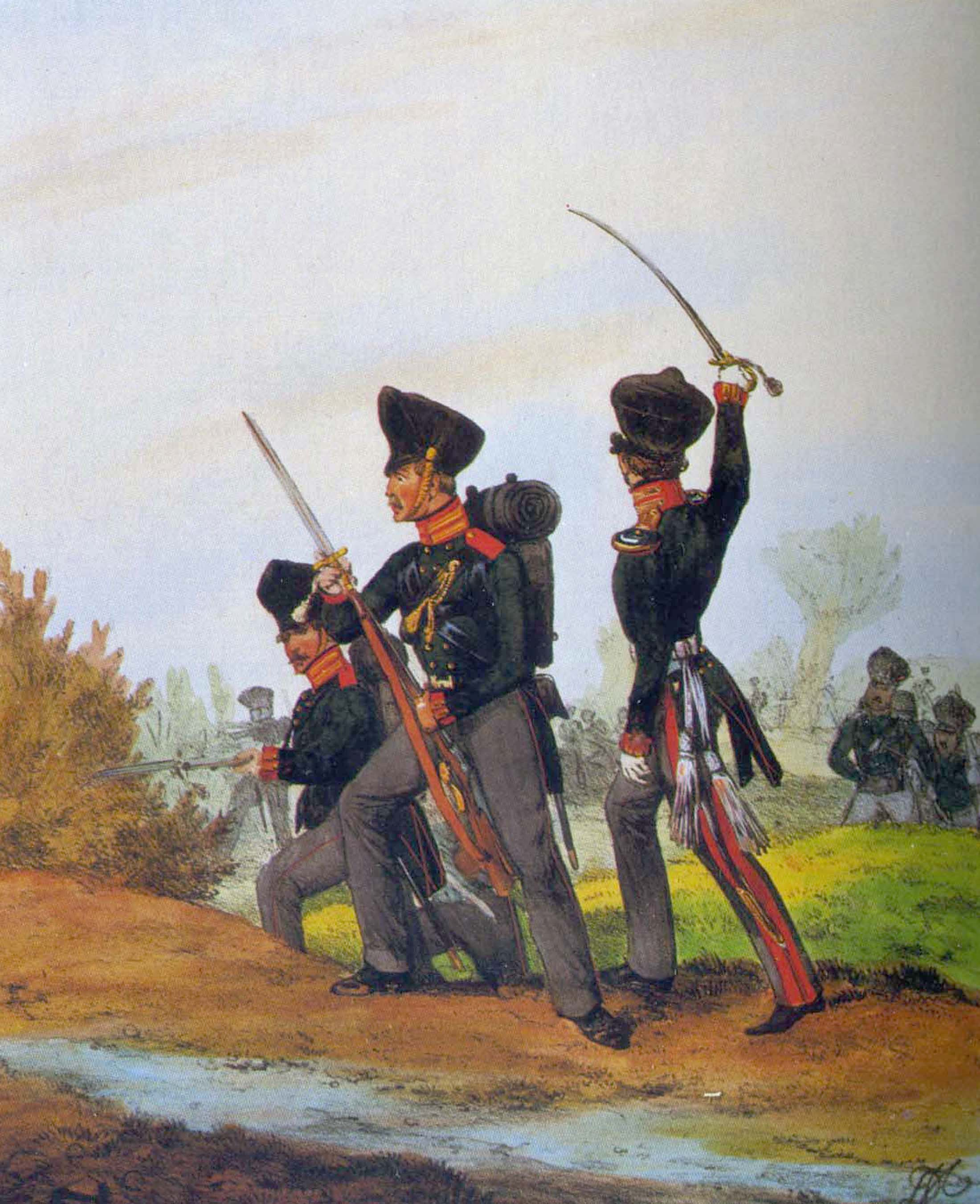
Hessian Jäger 1835–1843

Embora possa ser traduzido literalmente como "caçador", nos estados de língua alemã durante o início da era moderna, o termo Jäger era usado para descrever escaramuçadores, batedores, atiradores de elite e corredores. Jäger passou a denotar soldados de infantaria leve cujas ocupações civis os tornavam adequados para patrulhar e escaramuçar, em uma base individual e independente, ao invés de como parte de uma unidade militar em grande escala ou infantaria de linha tradicional.
Embora Jäger muitas vezes continuasse a carregar suas conotações originais, o uso da palavra e seus derivados se ampliaram com o tempo. Por exemplo, Feldjäger foi o nome dado pelo Exército Prussiano aos batedores e corredores. Durante o século XX, Jäger tornou-se a palavra alemã para caça, enquanto Panzerjäger foi o nome adotado para caça-tanques. Por outro lado, no moderno exército alemão (Bundeswehr), Feldjäger é o nome dado à polícia militar.
Jäger, em seu sentido original de infantaria leve, é geralmente traduzido como:
- "fuzileiro" (soldados de infantaria); e
- "caçador"

## Iluminismo (século XVIII)

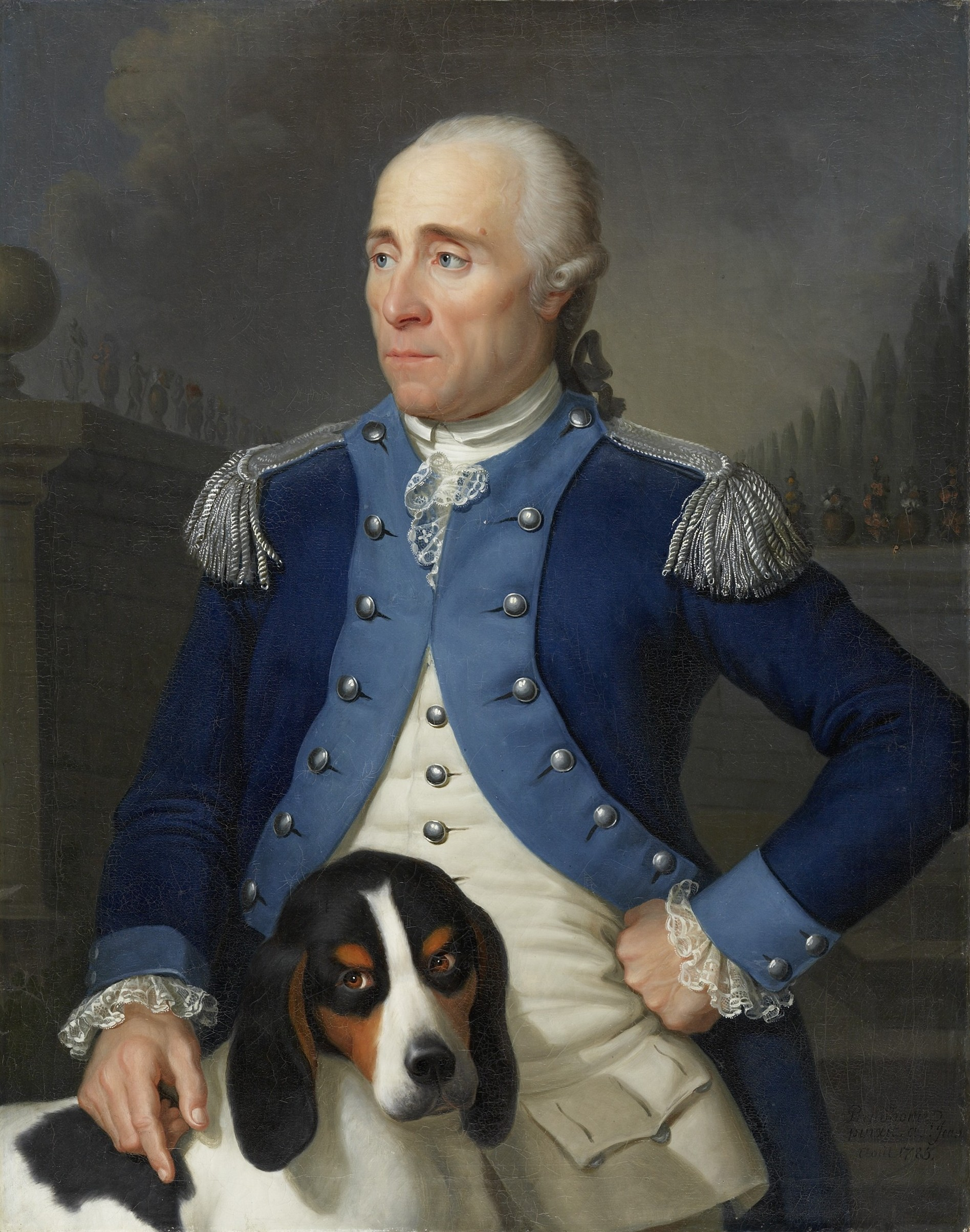
Franz Rudolf Frisching no uniforme de oficial do Bernese Jäger Corps com seu Schweizerischer Niederlaufhund (pastor suiço), pintado por Jean Preudhomme em 1785

De acordo com uma teoria popular, a primeira unidade Jäger conhecida foi uma empresa formada por volta de 1631 em Hesse-Kassel, sob William V, Landgrave de Hesse-Kassel. Wilhelm supostamente formou uma unidade de infantaria leve de elite para o Exército de Hessian, em torno de um núcleo formado por sua equipe pessoal de guarda-caça (RevierJäger; "caçador de reserva"), guarda-florestal e caçadores profissionais.
No entanto, não foi até a primeira metade do século XVIII que o recrutamento generalizado começou em vários estados alemães de guarda-caça, caçadores e silvicultores empregados em propriedades da coroa ou de proprietários de terras nobres, para unidades especializadas de fuzileiros e escaramuçadores.
No início do século XIX, por causa de suas ocupações civis, Jäger estava geralmente familiarizado com os primeiros rifles verdadeiros, em vez dos mosquetes usados pela infantaria regular. Embora os primeiros rifles longos demorassem mais para carregar do que os mosquetes de cano liso da infantaria de linha, eles também tinham maior alcance e precisão. Os homens eram provenientes de uma "classe bem conceituada". O Jäger passou a ser usado principalmente para reconhecimento, escaramuça ou triagem de corpos de tropas mais pesadas.
Prússia, Hesse, Áustria-Hungria, o Império Russo e muitos estados menores levantaram pequenas unidades do tipo Jäger durante a Guerra dos Sete Anos e depois. Inicialmente, essas unidades especializadas foram formadas para a duração de uma campanha específica e, posteriormente, dissolvidas. No entanto, a Rússia manteve suas empresas Jäger em uma base permanente para o serviço de fronteira contra o Império Otomano, e o Regimento do Salva-vidas Jäger de Sua Majestade continuou em serviço até 1917.
O corpo de Jäger prussiano de Frederico, o Grande, datava de um destacamento montado criado em novembro de 1740 e rapidamente se expandiu para dois esquadrões. Empregados em tempos de guerra como guias e batedores, eles acabaram se revelando um guarda de fronteira útil com a tarefa de capturar desertores e apreender contrabando. Depois de 1744 eles se juntaram a um ramo de infantaria de Jägers a pé, inicialmente dividido em companhias independentes e então reunidas como um regimento completo em 1784. Para lutar a curta distância, os Jägers carregavam um punhal de caça de lâmina reta (Hirschfänger), um curto sabre ou falchion.
Embora o termo inglês "ranger" seja mais antigo, surgindo durante o século XVII para descrever unidades de infantaria montadas e a pé altamente móveis ("abrangentes") na América do Norte britânica, tornou-se fortemente associado a Jäger durante o final do século XVIII, quando regimentos hessianos de língua inglesa serviram como parte do exército britânico na América do Norte.

## Era napoleônica
O interesse pelas táticas de infantaria leve aumentou em toda a Europa após a Batalha de Valmy, onde a infantaria de linha prussiana se mostrou incapaz de romper os atiradores de elite franceses. Inicialmente, os soldados foram retirados diretamente da infantaria de linha para lutar como escaramuçadores, mas com o tempo muitos estados de língua alemã adotaram Jäger para cumprir esse papel. Em teoria, os Jäger operavam em pares para proteger um ao outro durante a recarga e permaneceram dentro de 100–200 jardas da infantaria de ordem próxima, na qual poderiam recuar caso fossem ameaçados pela cavalaria ou expulsos pela infantaria. No entanto, foi admitido que, devido à dificuldade de controle de tropas espalhadas em ordem aberta e no meio da batalha, essas orientações nem sempre podem ser seguidas. Jäger tinha permissão para agir com certa iniciativa no campo de batalha, ao contrário da infantaria de linha, que era rigidamente treinada e mantida sob rígido controle por seus oficiais. Por esta razão, foram os soldados mais enérgicos e ousados que foram selecionados para se tornarem Jäger.
Os prussianos, em particular, desenvolveram suas táticas de infantaria leve tanto na teoria quanto na prática durante o início da era napoleônica. Havia muita discordância sobre quanta ênfase deveria ser colocada em Jägers, entretanto, e a reforma foi em grande parte no nível regimental por comandantes mais enérgicos como Yorck. Foi somente com a reorganização do exército liderado por Scharnhorst que o corpo de Jäger foi fortalecido em nível nacional. Tendo sofrido derrotas paralisantes em Jena e Lübeck, o exército prussiano empreendeu grandes reformas, em muitos aspectos seguindo o exemplo do Exército Revolucionário Francês, tornando-se uma força nacionalizada. Mercenários estrangeiros foram removidos, os castigos corporais tornaram-se raros (e foram abolidos para as tropas Jäger) e as promoções foram baseadas no mérito e não na nobreza. Novos voluntários de origem burguesa foram organizados para resistir à invasão e ocupação de Napoleão da Europa Central. Continuando as tradições anteriores, na Prússia esses Jäger eram voluntários patrióticos, arcando com o custo de suas armas e uniformes às suas próprias custas ou com a ajuda de contribuições de amigos e vizinhos, e muitas vezes se organizando em clubes e ligas. Como um dos primeiros a adotar as táticas de escaramuça, Yorck se tornou o inspetor-geral da infantaria leve na Prússia e supervisionou o aumento e a melhoria das novas tropas Jäger durante os anos de paz após o Tratado de Tilsit. Os mais famosos dos Jäger prussianos eram os voluntários do Lützow Free Corps.
O exército prussiano ganhou experiência como força auxiliar na invasão francesa da Rússia, onde os Jäger eram frequentemente usados no nível estratégico para fornecer apoio e cobertura para o resto do exército. Eles conseguiram escapar do destino dos soldados franceses de Napoleão depois que Yorck negociou uma trégua no campo de batalha com a Rússia quando, durante uma ação de retaguarda, os franceses se retiraram e deixaram as tropas de Yorck isoladas. Na Guerra da Sexta Coalizão que se seguiu imediatamente, o Jäger dos vários exércitos teve um bom desempenho contra as forças de Napoleão, e o Jäger prussiano desempenhou um papel significativo nas batalhas da campanha de Waterloo, detendo o corpo de Grouchy na Batalha de Wavre.
A resistência contra Napoleão causou um alto número de baixas militares, oficiais em particular. Isso, em combinação com uma mudança em direção a um corpo de oficiais meritocráticos, levou a muitas promoções dentro das fileiras. No final das Guerras Napoleônicas, muitos dos oficiais subalternos nos exércitos dos estados germânicos eram ex-soldados Jäger que haviam sido promovidos nas fileiras.

## Antes da Primeira Guerra Mundial
No início do século XX, as unidades Jäger faziam parte dos exércitos imperial alemão, austro-húngaro, sueco, holandês e norueguês. Eles correspondiam aos fuzis, infantaria leve, chasseurs à pied ou unidades bersaglieri dos exércitos britânico, francês, italiano e outros. Enquanto essas unidades ainda gozavam de considerável prestígio e alto espírito de corpo, seu treinamento, equipamento e funções táticas haviam em sua maior parte se alinhado com os da infantaria de linha de seus respectivos exércitos.

### Classificação deJäger

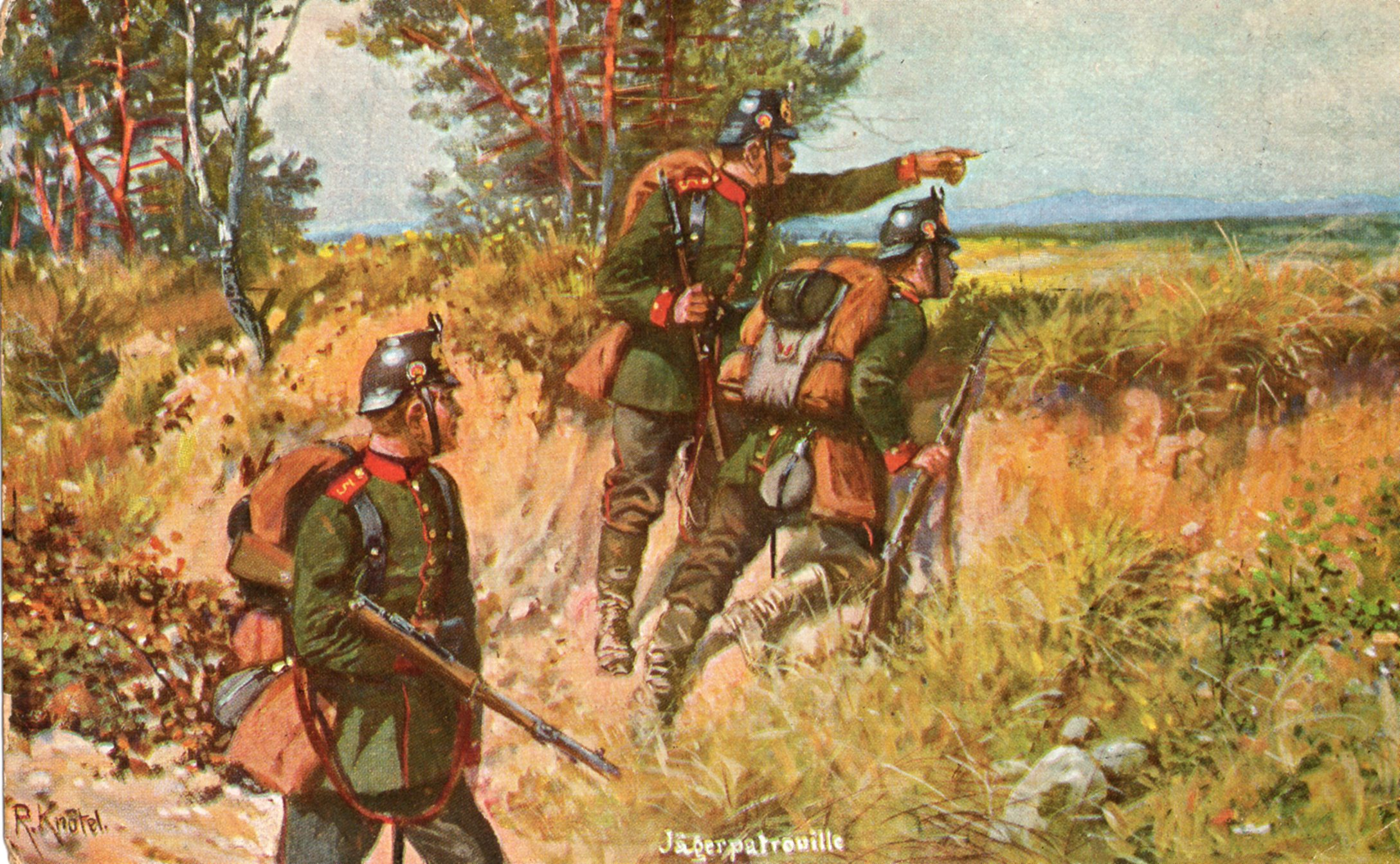
Jägerpatrouille, pintura de Richard Knötel (1910)

Jäger foi na Áustria e na Alemanha até 1918 o posto mais baixo dos regimentos Jäger, equivalente a soldado raso ou soldado.
Outros seguem fileiras privadas de Gemeiner - Musketier (mosqueteiro), Grenadier (Granadeiro), Füsilier (fuzileiro), Infanterist (soldado de infantaria), Dragoner (dragão), Husar (hussardos), Ulan (ulano), Kanonier, (artilheiro), Pionier (pioneiro) , Sanitätssoldat (médico de combate), Trainsoldat (treinador).

### Império Alemão
Os mais conhecidos eram as unidades Jäger alemãs, que se distinguiam pelo uso de túnicas e shakos verdes escuros em tempos de paz (em contraste com as túnicas azuis escuras e os capacetes com pontas da maioria da infantaria alemã).

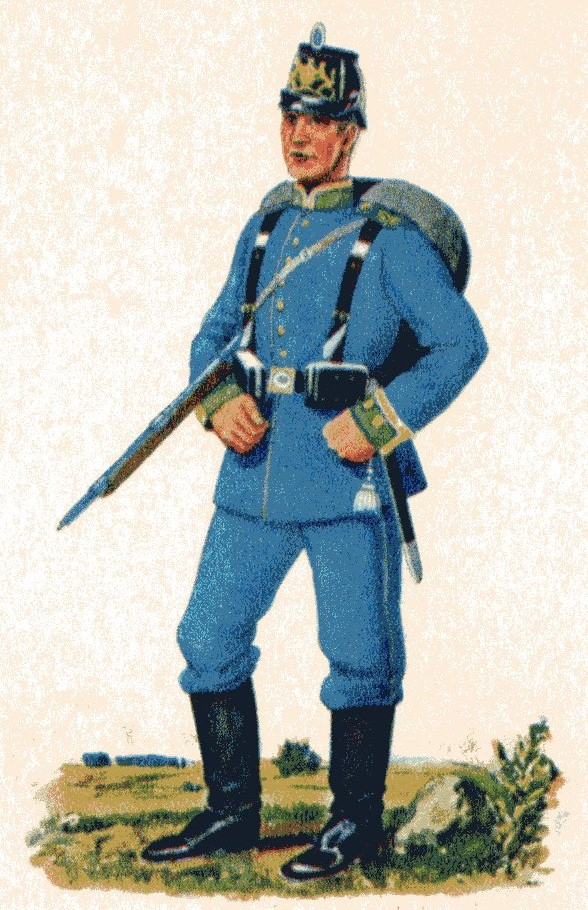
Batalhão Jäger Real da Baviera No. 2 Aschaffenburg. OberJäger, ordem de marcha em campo, por volta de 1910

No Exército Prussiano em tempo de paz, o principal componente do Exército Imperial Alemão, havia um batalhão Jäger da Guarda Imperial, o Garde-Jäger-Bataillon, e doze batalhões Jäger da linha. Um batalhão Jäger, o Großherzoglich Mecklenburgisches Jäger-Bataillon Nr. 14, era do Grão-Ducado de Mecklenburg-Schwerin. Outro, Westfälisches Jäger-Bataillon Nr. 7, conhecido como "Bückeburg Jägers", foi criado no Principado de Schaumburg-Lippe, cuja capital era Bückeburg. Os outros dez eram de terras prussianas. Além disso, outra unidade da Guarda Prussiana, o Batalhão de Rifles de Guardas, embora não designada Jäger, era uma formação Jäger. Suas origens estavam em um batalhão de caçadores francês da era napoleônica, e suas tropas vestiam o shako e a túnica verde dos batalhões Jäger.

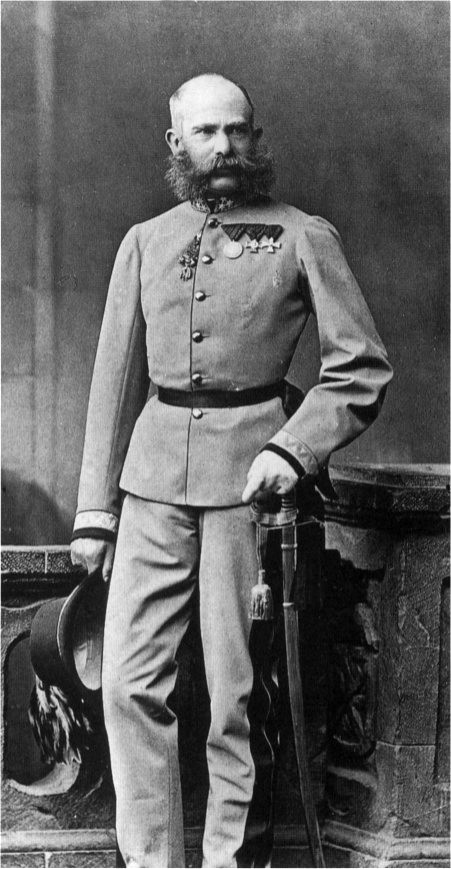
Imperador Francisco José I no vestido de desfile do KaiserJäger 1879

O exército do Reino da Saxônia acrescentou dois batalhões Jäger, que foram incluídos na ordem de batalha do Exército Imperial Alemão como Kgl. Sächsisches 1. Jäger-Bataillon Nr. 12 e Kgl. Sächsisches 2. Jäger-Bataillon Nr. 13. O saxão Jäger tinha uma série de distinções de vestimenta - notavelmente túnicas de um verde mais escuro do que a cor prussiana, revestimentos pretos em vez de vermelho e uma pluma preta de pelo de búfalo dobrada ao lado do shako. O Exército Real da Baviera autônomo forneceu mais dois batalhões Jäger, Kgl. Bayerisches 1. Jäger-Bataillon e Kgl. Bayerisches 2. Jäger-Bataillon, que usava o azul claro da infantaria da Baviera com revestimentos verdes.
O exército do Reino da Saxônia acrescentou dois batalhões Jäger, que foram incluídos na ordem de batalha do Exército Imperial Alemão como Kgl. Sächsisches 1. Jäger-Bataillon Nr. 12 e Kgl. Sächsisches 2. Jäger-Bataillon Nr. 13. O saxão Jäger tinha uma série de distinções de vestimenta - notavelmente túnicas de um verde mais escuro do que a cor prussiana, revestimentos pretos em vez de vermelho e uma pluma preta de pelo de búfalo dobrada ao lado do shako. O Exército Real da Baviera autônomo forneceu mais dois batalhões Jäger, Kgl. Bayerisches 1. Jäger-Bataillon e Kgl. Bayerisches 2. Jäger-Bataillon, que usava o azul claro da infantaria da Baviera com revestimentos verdes.
Na mobilização em agosto de 1914, cada um desses batalhões Jäger prussianos, saxões e bávaros levantou um batalhão Jäger de reserva. Em setembro de 1914, outros doze batalhões de reserva Jäger foram formados (dez prussianos e dois saxões). Em maio de 1915, o Exército Alemão começou a se juntar aos batalhões Jäger para formar os regimentos Jäger e, no final de 1917, a Divisão Jäger Deutsche foi formada.
Durante os primeiros estágios da Primeira Guerra Mundial, os Jäger alemães mantiveram seu papel tradicional de escaramuçadores e batedores, geralmente em conjunto com unidades de cavalaria. Com o advento da guerra de trincheiras, eles foram comprometidos com um papel comum de infantaria, integrados em divisões e perderam seu status como unidades independentes. O ciclista Jäger serviu nos teatros de guerra dos Bálcãs e da Rússia, enquanto Wurttemberg e a Baviera criaram Ski-Jäger durante o inverno de 1914–15. Outra formação especializada foi a Jäger Storm Companies, servindo como invasores de trincheiras durante 1917-1918.

#### Jägermontado
Em 1897, as unidades de piloto de despacho existentes dentro do exército prussiano foram convertidas em destacamentos Jäger 'zu Pferde. Posteriormente, foram levantados esquadrões Jäger montados, incluindo destacamentos bávaros e saxões de vida curta. Depois de 1901, o papel de transporte de despacho original do Jäger montado foi descontinuado. Cinco esquadrões recém-criados foram reunidos para formar um Regimento Jäger Montado combinado no mesmo ano. A experiência foi bem-sucedida e, entre 1905 e 1913, outros 13 regimentos Jäger montados foram criados.

### Áustria-Hungria
O Exército Austro-Húngaro em 1914 incluía quatro regimentos de Tiroler KaiserJäger, descendentes de uma unidade criada pela primeira vez em 1801. Havia também 29 batalhões de Feldjäger recrutados em diferentes regiões do Império (incluindo 7 húngaros, 5 batalhões boêmios e 4 galegos) e um Batalhão Feldjäger da Bósnia-Herzegovina (Bosnisch-hercegovinisches Feldjägerbataillon). Todos usavam uniformes cinza lúcios, com rosto verde, com uma forma de chapéu-coco carregando uma pluma distinta de penas verdes escuras. A exceção foi o Batalhão Feldjäger da Bósnia-Herzegovina que usou o fez. Mais tarde, foram formados mais três batalhões Feldjäger e sete batalhões Feldjäger da Bósnia-Herzegovina.

## Alemanha da segunda guerra mundial

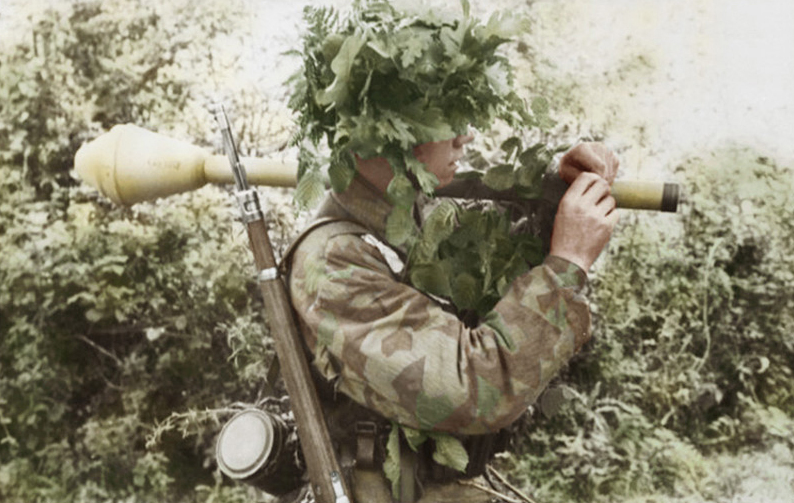
Paraquedistas alemães (Fallschirmjäger) na Normandia em junho de 1944, vestindo jalecos camuflados.

Após a Primeira Guerra Mundial, as unidades Jäger do Exército Imperial Alemão foram dissolvidas, mas suas tradições foram mantidas por regimentos de infantaria do Reichswehr de 100.000 homens da República de Weimar. Depois que os nazistas chegaram ao poder em 1933 e o rearmamento da Alemanha começou, a nova Wehrmacht reviveu o nome Jäger para vários tipos de unidades:
- Em 1935, as primeiras unidades especializadas de infantaria de montanha foram formadas; seus regimentos e batalhões foram designados GebirgsJäger ("infantaria de montanha" - Gebirge significa "cordilheira" em alemão). Unidades mais especializadas, como o Hochgebirgs-Jäger-Bataillone, para uso em condições de alta montanha, também foram desenvolvidas. A Waffen SS criou uma Divisão "Karstjäger".
- Quando a Luftwaffe começou a formar unidades de pára-quedas no final dos anos 1930, o primeiro regimento de pára-quedas foi designado Fallschirm-Jäger-Regiment 1. Os paraquedistas alemães ficaram conhecidos como Fallschirmjäger(Fallschirm significa "pára-quedas" em alemão). No início, Fallschirmjäger foi aplicado apenas a tropas genuínas qualificadas para aerotransportados, mas o termo foi mantido para regimentos e divisões de Fallschirmjägermesmo depois que eles começaram a operar como infantaria regular. Uma série de Luftwaffe Feld-Divisionen ("divisões de campo"), unidades regulares de combate terrestre criadas pela Luftwaffe, também usaram o termo Luftwaffen-Jäger-Regiment para seus regimentos de infantaria. Muitos deles foram posteriormente assumidos pelo exército, mas mantiveram o nome Jäger-Regiment.
- Certas divisões de infantaria foram criadas como "divisões de infantaria leve" (leichte Infanterie-Divisionen) no final de 1940. Elas foram criadas para operar em terrenos acidentados, especialmente no sudeste da Europa. Seus regimentos de infantaria foram chamados de Jäger-Regimenter e, em 1942, as divisões de infantaria leve e leve foram renomeadas para divisões Jäger.
- As unidades antitanque das divisões alemãs, originalmente chamadas de Panzer-Abwehr-Abteilungen ("batalhões antitanque"), começaram em 1940 a ser redesignadas como Panzerjäger-Abteilungen (literalmente "batalhões de caçadores de tanques"). Estes eram equipados com canhões rebocados ou automotores (freqüentemente a montagem ad hoc de um canhão antitanque em um chassi de tanque capturado ou obsoleto). Conforme a guerra progredia, alguns Panzerjäger-Abteilungen estavam totalmente equipados com destruidores de tanques especializados, inicialmente conhecidos como Panzerjäger (caçadores de tanques) e, mais tarde, em 1943 como Jagdpanzer ("tanque de caça") com superestruturas de casamata blindadas.
- A polícia militar da Wehrmacht era conhecida como Feldgendarmerie. Em dezembro de 1943, foi formada uma nova força de polícia militar, subordinada diretamente ao Alto Comando das Forças Armadas. Suas unidades foram designadas Feldjäger-Kommandos com batalhões e regimentos Feldjäger subordinados. Eles eram conhecidos coletivamente como Feldjägerkorps. O nome foi tirado do Reitendes Feldjägerkorps, uma unidade do tipo da polícia militar do Exército Prussiano diretamente subordinada ao Estado-Maior.